# Hugh Conway
Hugh Conway, bürgerlich Frederick John Fargus (* 26. Dezember 1847 in Bristol; † 15. Mai 1885 in Monte-Carlo) war ein britischer Schriftsteller. Er war in den 1880er Jahren ein viel gelesener und beliebter Autor. Viele seiner Werke erschienen in deutscher Übersetzung in Engelhorns allgemeiner Romanbibliothek.

## Leben
Frederick John Fargus wurde als Sohn eines Auktionators geboren und sollte beruflich in das Geschäft des Vaters einsteigen. Aufgrund seiner Lektüre der Kinderromane von Frank Marryat wollte er wie viele Jungen seinerzeit Seemann werden. 1860 begann er – der Vater hatte nach längerem Protest zugestimmt – eine Ausbildung zum Offizier der britischen Handelsmarine, die er hauptsächlich an Bord der HMS Conway absolvierte.
Nach anderthalb Jahren Marineausbildung war ihm die See zuwider und er bat seinen Vater zurückkommen zu dürfen und begann anschließend eine Bürolehre. Nach dem Tod seines Vaters im Jahr 1868 übernahm Fargus dessen Auktionshaus. 1871 heiratete er Amy Spark, Tochter eines Bristoler Ratsherrn. Zusammen hatten sie drei Söhne und eine Tochter. Sein Sohn Archibald tat sich als First-Class-Cricket-Spieler, Wissenschaftler und Geistlicher hervor.
Während eines Kur-Aufenthaltes an der französischen Riviera erkrankte Fargus an Typhus und starb am 15. Mai 1885 in Monte Carlo. Er wurde in Nizza begraben.

## Werk
Schon während seiner Lehre bei einem Bristoler Kaufmann schrieb Fargus erste Gedichte und Einakter fürs Theater. Er schrieb diese unter dem Pseudonym Hugh Conway, in Erinnerung an seine Tage bei der Marine. Der Bristoler Verleger James Williams Arrowsmith nahm eine seiner Kurzgeschichten in seine Sammlung Arrowsmith's Miscellany auf. 1883 veröffentlichte Conway beim selben Verlag seinen Mystery-Bestseller Called Back (deutscher Titel: Aus Nacht zum Licht), der sich innerhalb von 4 Jahren über 350.000 Mal verkaufte und der bereits ein Jahr später, 1884, als Theaterstück Erfolge feierte. Die amerikanische Schriftstellerin Emily Dickinson machte den Roman auch in Amerika bekannt. Im Deutschen Reich erreichte er 1884 als Band 3 des 1. Jahrganges von Engelhorns allgemeiner Romanbibliothek ein breites Publikum.
1884 erschien auch sein zweitbekanntester Roman Dark Days (deutscher Titel: Dunkle Tage), der bereits 1885 als Band 22 des 1. Jahrganges von Engelhorns allgemeiner Romanbibliothek in deutscher Sprache erschien. Ein weiterer bekannter Roman A Family Affair (deutscher Titel: Eine Familiengeschichte) erschien ab Oktober 1884 als Fortsetzungsroman im Band 2.1884/85 des The English illustrated magazine sowie 1886 als Band 25/26 des 2. Jahrganges 1885/86 ebenfalls in Engelhorns allgemeiner Romanbibliothek in deutscher Sprache.
Nach seinem Tod erschienen weitere Werke Conways, darunter sein Roman Living or Dead (deutscher Titel Lebend oder tot, Engelhorns allgemeiner Romanbibliothek Jg. 3.1886/87, Band 24/25) und Kurzgeschichten, die vordem in Zeitungen und Zeitschriften erschienen waren als Bücher. Der Film The Last Rose of Summer (1920) beruht auf einem Werk von Hugh Conway.

## Werke

### Romane
- Called Back. Englische Ausgabe mit Porträt und Lebenslauf des Autors. Arrowsmith, Bristol 1885, Digitalisat
  - deutscher Titel: Aus Nacht zum Licht. In: Engelhorns allgemeiner Romanbibliothek Jg. 1.1884/85, Band 3

- Dark Days. Englische Ausgabe Arrowsmith, Bristol 1884, Digitalisat
  - deutscher Titel: Dunkle Tage. In: Engelhorns allgemeiner Romanbibliothek Jg. 1.1884/85, Band 22 (Digitalisat)

- A Family Affair. Englische Ausgabe in 3 Bänden, Macmillan, London 1885, Digitalisat
  - deutscher Titel: Eine Familiengeschichte. In: Engelhorns allgemeiner Romanbibliothek Jg. 2.1885/86, Band 25/26

- Living or Dead. Amerikanische Ausgabe Henry Holt & Co, New York 1886, Digitalisat
  - deutscher Titel Lebend oder tot. In: Engelhorns allgemeiner Romanbibliothek Jg. 3.1886/87, Band 24/25

- A cardinal sin. Englische Ausgabe 5. Auflage. Remington, London 1888, Digitalisat

### Kurzgeschichten
- Wunderbare Gaben und andre Geschichten. In: Engelhorns allgemeiner Romanbibliothek Jg. 6.1889/90, Band 8, Übersetzung aus dem Englischen von Auguste Scheibe Digitalisat der UB Stuttgart
  - Wunderbare Gaben (The secret of the Stradivarius)
  - Ein neues Leben
  - Fleurette (Fleurette)

- Mein erster Klient und andere Geschichten. In: Engelhorns allgemeiner Romanbibliothek Jg. 9.1892/93, Band 15, Übersetzung von Auguste Scheibe

### Englische Original-Ausgaben der Kurzgeschichten
Bound Together. Tales. Teil 1. Remington & Co, London 1884, Digitalisat
- The Secret of the Stradivarius (1881)
- Fleurette (1883)
- A Cabinet Secret (1882)
- The Bandsman's Story (1882)
- The Blatchford Bequest (1883)
- My First Client (1883)

Bound Together. Tales. Teil 2. Remington & Co, London 1884, Digitalisat
- Our Last Walk
- Miss Rivers's Revenge (1883)
- The Daughter of the Stars : a psychological romance (1881)
- In One Short Year!
- The Truth of It
- A Speculative Spirit (1882)

Carriston's Gift and Other Tales. Verlag H. Holt & co., New York 1885, Digitalisat
- Carriston's Gift (1885)
- Chewton-Abbot (1884)
- Paul Vargas (1884)
- A Dead Man's Face (1884)
- Julian Vanneck (1884)
- The "Bichwa" (1884)

At What Cost, and Other Stories. Verlag John and Robert Maxwell, London 1885, Digitalisat
- At What Cost (1885, as At What a Cost!)
- The Story of a Sculptor (1885)
- Capital Wine (1885)

Carriston's Gift... (1886)
- Carriston's Gift (1885)
- A Fresh Start (1886, @ Trove)
- Julian Vanneck (1884)
- A Dead Man's Face (1884)